# SpVgg Schupo Liegnitz

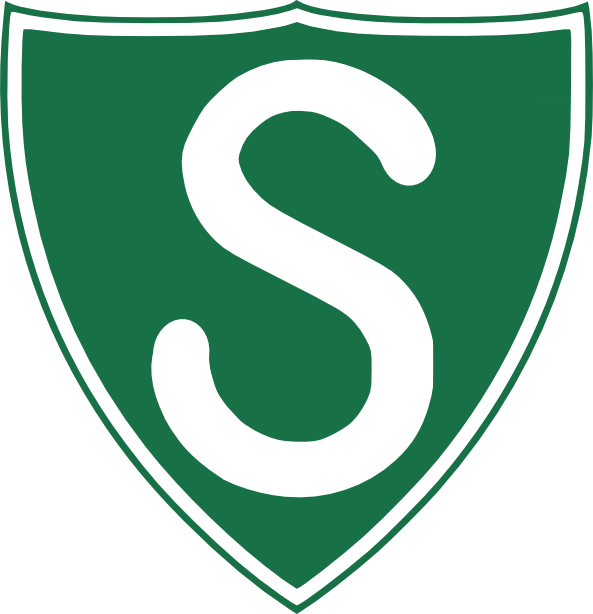
Vereinslogo

Die Sportvereinigung der Schutzpolizei Liegnitz, kurz "SpVgg Schupo Liegnitz" war ein deutscher Fußballverein aus dem niederschlesischen Liegnitz. Heute gehört Liegnitz zu Polen und heißt Legnica.

## Geschichte
Nach dem Ersten Weltkrieg hatte der für das Land Preußen zuständige Innenminister durch Erlass verfügt, dass die Polizeibeamten zur Verbesserung ihrer beruflichen Leistungsfähigkeit Sport zu treiben haben. Somit wurde in Behörden und Einrichtungen der Polizei Preußens der Dienstsport eingeführt. Der Erlass war der Grundstein für die Entstehung von Polizeisportvereinen, die allerdings nur den Bediensteten der Polizei zugänglich waren.
Auch die „Ordnungshüter“ aus Liegnitz riefen bald einen entsprechenden Verein ins Leben. Das genaue Gründungsjahr steht zwar nicht fest, aber bereits ab der Spielzeit 1921/22 tauchen sie als „Schupo Liegnitz“ in den Tabellen der höheren Fußballklassen Niederschlesiens auf. Die Saison 1924/25 sollte den ganz großen Erfolg bringen. Der Verein, der anfangs Gastrecht auf dem Platz des "FC Blitz 03 Liegnitz" an der Grünthaler Straße genoss und später auf dem Hof der Polizeikaserne kickte, errang die Niederschlesien-Meisterschaft. In der folgenden SOFV-Meisterschaft musste er allerdings Lehrgeld bezahlen: ohne einen einzigen Punkt und mit einem Torverhältnis von 4:22 zeigte er sich der Konkurrenz aus Forst, Breslau, Beuthen und Sagan deutlich unterlegen und belegte den letzten Platz der Endrunde. Noch zwei Spielzeiten lang – bis 1927 – spielte er in höheren Ligen mit, danach verschwand er von der Bildfläche. Was aus der „Schupo Liegnitz“ wurde, ist unbekannt.

## Erfolge
- Niederschlesischer Meister und Teilnehmer an der Südostendrunde: 1924/25